# Russisch voetbalelftal onder 21 (mannen)
Jong Rusland is het Russisch voetbalelftal voor spelers jonger dan 21. De leeftijdsgrens geldt steeds bij het begin van een Europees kampioenschap. Het elftal speelde tot 2013 twee keer in een eindronde, waarin het beide keren in de kwartfinale werd uitgeschakeld. In 2013 plaatste Rusland zich voor de eindronde in Israël door in de play-off Jong Tsjechië uit te schakelen. Tot 1994 nam de Sovjet-Unie deel aan het EK. Zowel in 1980 als in 1990 werd de Sovjet-Unie Europees kampioen.

## Europees kampioenschap onder-21
| Jaar   | Resultaat                   | Wed                         | W                           | G                           | V                           | DV                          | DT                          |
| ------ | --------------------------- | --------------------------- | --------------------------- | --------------------------- | --------------------------- | --------------------------- | --------------------------- |
| 1978   | Deelgenomen als Sovjet-Unie | Deelgenomen als Sovjet-Unie | Deelgenomen als Sovjet-Unie | Deelgenomen als Sovjet-Unie | Deelgenomen als Sovjet-Unie | Deelgenomen als Sovjet-Unie | Deelgenomen als Sovjet-Unie |
| 1980   | Deelgenomen als Sovjet-Unie | Deelgenomen als Sovjet-Unie | Deelgenomen als Sovjet-Unie | Deelgenomen als Sovjet-Unie | Deelgenomen als Sovjet-Unie | Deelgenomen als Sovjet-Unie | Deelgenomen als Sovjet-Unie |
| 1982   | Deelgenomen als Sovjet-Unie | Deelgenomen als Sovjet-Unie | Deelgenomen als Sovjet-Unie | Deelgenomen als Sovjet-Unie | Deelgenomen als Sovjet-Unie | Deelgenomen als Sovjet-Unie | Deelgenomen als Sovjet-Unie |
| 1984   | Deelgenomen als Sovjet-Unie | Deelgenomen als Sovjet-Unie | Deelgenomen als Sovjet-Unie | Deelgenomen als Sovjet-Unie | Deelgenomen als Sovjet-Unie | Deelgenomen als Sovjet-Unie | Deelgenomen als Sovjet-Unie |
| 1986   | Deelgenomen als Sovjet-Unie | Deelgenomen als Sovjet-Unie | Deelgenomen als Sovjet-Unie | Deelgenomen als Sovjet-Unie | Deelgenomen als Sovjet-Unie | Deelgenomen als Sovjet-Unie | Deelgenomen als Sovjet-Unie |
| 1988   | Deelgenomen als Sovjet-Unie | Deelgenomen als Sovjet-Unie | Deelgenomen als Sovjet-Unie | Deelgenomen als Sovjet-Unie | Deelgenomen als Sovjet-Unie | Deelgenomen als Sovjet-Unie | Deelgenomen als Sovjet-Unie |
| 1990   | Deelgenomen als Sovjet-Unie | Deelgenomen als Sovjet-Unie | Deelgenomen als Sovjet-Unie | Deelgenomen als Sovjet-Unie | Deelgenomen als Sovjet-Unie | Deelgenomen als Sovjet-Unie | Deelgenomen als Sovjet-Unie |
| 1992   | Deelgenomen als Sovjet-Unie | Deelgenomen als Sovjet-Unie | Deelgenomen als Sovjet-Unie | Deelgenomen als Sovjet-Unie | Deelgenomen als Sovjet-Unie | Deelgenomen als Sovjet-Unie | Deelgenomen als Sovjet-Unie |
| 1994   | Kwartfinale                 | 2                           | 0                           | 0                           | 2                           | 0                           | 3                           |
| 1996   | Niet gekwalificeerd         | Niet gekwalificeerd         | Niet gekwalificeerd         | Niet gekwalificeerd         | Niet gekwalificeerd         | Niet gekwalificeerd         | Niet gekwalificeerd         |
| 1998   | Kwartfinale                 | 1                           | 0                           | 0                           | 1                           | 0                           | 1                           |
| 2000   | Niet gekwalificeerd         | Niet gekwalificeerd         | Niet gekwalificeerd         | Niet gekwalificeerd         | Niet gekwalificeerd         | Niet gekwalificeerd         | Niet gekwalificeerd         |
| 2002   | Niet gekwalificeerd         | Niet gekwalificeerd         | Niet gekwalificeerd         | Niet gekwalificeerd         | Niet gekwalificeerd         | Niet gekwalificeerd         | Niet gekwalificeerd         |
| 2004   | Niet gekwalificeerd         | Niet gekwalificeerd         | Niet gekwalificeerd         | Niet gekwalificeerd         | Niet gekwalificeerd         | Niet gekwalificeerd         | Niet gekwalificeerd         |
| 2006   | Niet gekwalificeerd         | Niet gekwalificeerd         | Niet gekwalificeerd         | Niet gekwalificeerd         | Niet gekwalificeerd         | Niet gekwalificeerd         | Niet gekwalificeerd         |
| 2007   | Niet gekwalificeerd         | Niet gekwalificeerd         | Niet gekwalificeerd         | Niet gekwalificeerd         | Niet gekwalificeerd         | Niet gekwalificeerd         | Niet gekwalificeerd         |
| 2009   | Niet gekwalificeerd         | Niet gekwalificeerd         | Niet gekwalificeerd         | Niet gekwalificeerd         | Niet gekwalificeerd         | Niet gekwalificeerd         | Niet gekwalificeerd         |
| 2011   | Niet gekwalificeerd         | Niet gekwalificeerd         | Niet gekwalificeerd         | Niet gekwalificeerd         | Niet gekwalificeerd         | Niet gekwalificeerd         | Niet gekwalificeerd         |
| 2013   | Eerste ronde                | 3                           | 0                           | 0                           | 3                           | 2                           | 8                           |
| 2015   | Niet gekwalificeerd         | Niet gekwalificeerd         | Niet gekwalificeerd         | Niet gekwalificeerd         | Niet gekwalificeerd         | Niet gekwalificeerd         | Niet gekwalificeerd         |
| 2017   | Niet gekwalificeerd         | Niet gekwalificeerd         | Niet gekwalificeerd         | Niet gekwalificeerd         | Niet gekwalificeerd         | Niet gekwalificeerd         | Niet gekwalificeerd         |
| Totaal | 3/20                        | 6                           | 0                           | 0                           | 6                           | 2                           | 12                          |

## Erelijst
- GOS beker: 2012, 2013, 2016
  - finalist: 2014

## Selecties

### Europees kampioenschap
| Selectie van Rusland U21 bij het Europees kampioenschap 2013 | Selectie van Rusland U21 bij het Europees kampioenschap 2013 | Selectie van Rusland U21 bij het Europees kampioenschap 2013 | Selectie van Rusland U21 bij het Europees kampioenschap 2013 | Selectie van Rusland U21 bij het Europees kampioenschap 2013 | Selectie van Rusland U21 bij het Europees kampioenschap 2013 | Selectie van Rusland U21 bij het Europees kampioenschap 2013 | Selectie van Rusland U21 bij het Europees kampioenschap 2013 | Selectie van Rusland U21 bij het Europees kampioenschap 2013 |
| №                                                            | Naam                                                         | Wed.                                                         | Dlpnt.                                                       | Club                                                         |                                                              |                                                              |                                                              |                                                              |
| ------------------------------------------------------------ | ------------------------------------------------------------ | ------------------------------------------------------------ | ------------------------------------------------------------ | ------------------------------------------------------------ | ------------------------------------------------------------ | ------------------------------------------------------------ | ------------------------------------------------------------ | ------------------------------------------------------------ |
| Doel                                                         |                                                              |                                                              |                                                              |                                                              |                                                              |                                                              |                                                              |                                                              |
| 1                                                            | Nikolay Zabolotniy                                           |                                                              |                                                              | FK Rostov                                                    |                                                              |                                                              |                                                              |                                                              |
| 12                                                           | Stanislav Kritsyuk                                           |                                                              |                                                              | Sporting Braga                                               |                                                              |                                                              |                                                              |                                                              |
| 16                                                           | Aleksandr Filtsov                                            |                                                              |                                                              | FK Krasnodar                                                 |                                                              |                                                              |                                                              |                                                              |
| Verdediging                                                  |                                                              |                                                              |                                                              |                                                              |                                                              |                                                              |                                                              |                                                              |
| 3                                                            | Georgi Sjtsjennikov                                          |                                                              |                                                              | CSKA Moskou                                                  |                                                              |                                                              |                                                              |                                                              |
| 4                                                            | Nikita Chicherin                                             |                                                              |                                                              | Dinamo Moskou                                                |                                                              |                                                              |                                                              |                                                              |
| 5                                                            | Taras Burlak                                                 |                                                              |                                                              | Lokomotiv Moskou                                             |                                                              |                                                              |                                                              |                                                              |
| 6                                                            | Yuriy Kirillov                                               |                                                              |                                                              | Dinamo Moskou                                                |                                                              |                                                              |                                                              |                                                              |
| 13                                                           | Sergei Bryzgalov                                             |                                                              |                                                              | Spartak Moskou                                               |                                                              |                                                              |                                                              |                                                              |
| 15                                                           | Maksim Belyaev                                               |                                                              |                                                              | FK Rostov                                                    |                                                              |                                                              |                                                              |                                                              |
| 23                                                           | Aleksey Nikitin                                              |                                                              |                                                              | Jenisej Krasnojarsk                                          |                                                              |                                                              |                                                              |                                                              |
| Middenveld                                                   |                                                              |                                                              |                                                              |                                                              |                                                              |                                                              |                                                              |                                                              |
| 2                                                            | Ibrahim Tsallagov                                            |                                                              |                                                              | Krylja Sovetov Samara                                        |                                                              |                                                              |                                                              |                                                              |
| 7                                                            | Sergey Petrov                                                |                                                              |                                                              | FK Krasnodar                                                 |                                                              |                                                              |                                                              |                                                              |
| 8                                                            | Oleg Sjatov                                                  |                                                              |                                                              | Anzji Machatsjkala                                           |                                                              |                                                              |                                                              |                                                              |
| 20                                                           | Shota Bibilov                                                |                                                              |                                                              | Volga Nizjni Novgorod                                        |                                                              |                                                              |                                                              |                                                              |
| 18                                                           | Roman Emelyanov                                              |                                                              |                                                              | FK Illichivets                                               |                                                              |                                                              |                                                              |                                                              |
| 19                                                           | Maksim Grigoriev                                             |                                                              |                                                              | Lokomotiv Moskou                                             |                                                              |                                                              |                                                              |                                                              |
| 21                                                           | Aleksandr Zotov                                              |                                                              |                                                              | Tom Tomsk                                                    |                                                              |                                                              |                                                              |                                                              |
| 22                                                           | Alan Dzagojev                                                |                                                              |                                                              | CSKA Moskou                                                  |                                                              |                                                              |                                                              |                                                              |
| Aanval                                                       |                                                              |                                                              |                                                              |                                                              |                                                              |                                                              |                                                              |                                                              |
| 9                                                            | Andrey Panyukov                                              |                                                              |                                                              | FK Khimki                                                    |                                                              |                                                              |                                                              |                                                              |
| 10                                                           | Fjodor Smolov                                                |                                                              |                                                              | Anzji Machatsjkala                                           |                                                              |                                                              |                                                              |                                                              |
| 11                                                           | Maksim Kanoennikov                                           |                                                              |                                                              | FK Amkar Perm                                                |                                                              |                                                              |                                                              |                                                              |
| 14                                                           | Pavel Yakovlev                                               |                                                              |                                                              | Spartak Moskou                                               |                                                              |                                                              |                                                              |                                                              |
| 17                                                           | Denis Tsjerysjev                                             |                                                              |                                                              | Real Madrid                                                  |                                                              |                                                              |                                                              |                                                              |
| Bondscoach: Nikolay Pisarev                                  |                                                              |                                                              |                                                              |                                                              |                                                              |                                                              |                                                              |                                                              |

 Albanië ·  Andorra ·  Armenië ·  Azerbeidzjan ·  België ·  Bosnië en Herzegovina ·  Bulgarije ·  Cyprus ·  Denemarken ·  Duitsland ·  Engeland ·  Estland ·  Faeröer ·  Finland ·  Frankrijk ·  Georgië ·  Gibraltar ·  Griekenland ·  Hongarije ·  Ierland ·  IJsland ·  Israël ·  Italië ·  Kazachstan ·  Kosovo ·  Kroatië ·  Letland ·  Liechtenstein ·  Litouwen ·  Luxemburg ·  Malta ·  Moldavië ·  Montenegro ·  Nederland ·  Noord-Ierland ·  Noord-Macedonië ·  Noorwegen ·  Oekraïne ·  Oostenrijk ·  Polen ·  Portugal ·  Roemenië ·  Rusland ·  San Marino ·  Schotland ·  Servië ·  Slovenië ·  Slowakije ·  Spanje ·  Tsjechië ·  Turkije ·  Wales ·  Wit-Rusland ·  Zweden ·  Zwitserland
 Joegoslavië ·  DDR ·  Servië en Montenegro ·  Sovjet-Unie ·  Tsjecho-Slowakije
RFS · A-internationals · Bondscoaches · Selecties · Statistieken · Russisch vrouwenelftal · Rusland U21 · Rusland U20 · Rusland U19 · Rusland U18 · Rusland U17 · Rusland U16
1912 – 1914 · 
1992 – 1999 · 
2000 – 2009 · 
2010 – 2019 ·
2020 − 2029
EK 1992** · 
EK 1996 · 
EK 2004 · 
EK 2008 · 
EK 2012 · 
EK 2016 · 
EK 2020
WK 1994 · 
WK 1998 · 
WK 2002 · 
WK 2006 · 
WK 2010 · 
WK 2014 · 
WK 2018
OS 1912
1912 · 
1913 · 
1914 · 
1915–1991 · 
1992 · 
1993 · 
1994 · 
1995 · 
1996 · 
1997 · 
1998 · 
1999 · 
2000 · 
2001 · 
2002 · 
2003 · 
2004 · 
2005 · 
2006 · 
2007 · 
2008 · 
2009 · 
2010 · 
2011 · 
2012 · 
2013 · 
2014 · 
2015 · 
2016 · 
2017 · 
2018 ·
2019 ·
2020 ·
2021 ·
2022 ·
2023 ·
2024 ·
2025
Albanië ·
Algerije ·
Andorra · 
Argentinië ·
Armenië · 
Azerbeidzjan · 
België ·
Bolivia · 
Brazilië ·
Brunei ·
Bulgarije · 
Chili ·
Costa Rica ·
Cuba ·
Cyprus · 
Denemarken · 
Duitsland · 
Egypte ·
Engeland ·
El Salvador ·
Estland · 
Faeröer · 
 Finland · 
Frankrijk · 
Georgië · 
Ghana ·
Grenada ·
Griekenland · 
Hongarije ·
Ierland ·
IJsland ·
Irak ·
Iran ·
Israël · 
Italië ·
Ivoorkust ·
Japan ·
Joegoslavië ·
Kameroen ·
Kazachstan ·
Kenia ·
Kirgizië ·
Kroatië · 
Letland · 
Liechtenstein · 
Litouwen · 
Luxemburg ·  
Malta ·
Marokko · 
Mexico · 
Moldavië · 
Montenegro · 
Nederland · 
Nieuw-Zeeland ·
Noord-Ierland · 
Noord-Macedonië ·
Noorwegen · 
Oekraïne · 
Oezbekistan ·
Oostenrijk · 
Polen ·
Portugal ·
Qatar · 
Roemenië · 
San Marino · 
Saoedi-Arabië · 
Schotland · 
Servië · 
Slovenië · 
Slowakije · 
Spanje · 
Syrië ·
Tadzjikistan ·
Tsjechië · 
Tunesië ·
Turkije ·
Uruguay · 
Verenigde Arabische Emiraten · 
Verenigde Staten ·
Vietnam  ·
Wales · 
Wit-Rusland ·
Zuid-Korea · 
Zweden · 
Zwitserland
Algerije (2014) · 
België (2014) · 
België (2021) · 
Denemarken (2021) ·
Egypte (2018) ·
Engeland (2016) ·
Finland (2021) ·
Griekenland (2008) ·
Griekenland (2012) ·
Kroatië (2018) ·
Nederland (2008) ·
Polen (2012) ·
Saoedi-Arabië (2018) ·
Slowakije (2016) ·
Spanje (2008, groepsfase) ·
Spanje (2008, halve finale) ·
Spanje (2018) ·
Tsjechië (2012) ·
Uruguay (2018) ·
Wales (2016) ·
Zuid-Korea (2014) ·
Zweden (2008)
** = Onder de naam Gemenebest van Onafhankelijke Staten